# Recaro Holding
El Recaro Holding como sociedad matriz del «Grupo Recaro» es propietaria de la marca Recaro y las empresas que operan de forma independiente del Grupo Recaro:
- RECARO Aircraft Seating GmbH & Co. (asientos de avión), con sede en Schwäbisch Hall.
- RECARO Child Safety GmbH & Co. KG. (asientos de seguridad para niños) con sede en Marktleugast, Kulmbach, Distrito de Kulmbach.
- RECARO home GmbH & Co. KG, con sede en Kaiserslautern fue creada como una empresa independiente para muebles tapizados en 2010.
- RECARO GmbH & Co. KG (Recaro Automotive Seating), comúnmente conocida como Recaro, con sede en Kirchheim unter Teck, en las cercanías de Stuttgart, es conocida por sus asientos tipo butaca de automóviles. La compañía es un fabricante de asientos de equipamiento original (OEM) para la industria automotriz, asientos para el mercado de accesorios automotrices, asientos de estilo de carreras para el motorsport y asientos para el transporte público.

En junio de 2011 Recaro vendió la división de asientos automotriz al proveedor automotor estadounidense Johnson Controls. La adquisición da a Johnson Controls, como licenciatario de la marca RECARO en el sector automotor, el exclusivo, derecho ilimitado de comercializar asientos Recaro para automóviles y vehículos comerciales. Todas las demás empresas de la marca RECARO ahora pertenecen al Grupo RECARO, Stuttgart, que es el propietario de la marca y licenciante de RECARO Automotive Seating.

## Historia
Fundada en 1906 en Stuttgart, Alemania por el guarnicionero maestro de 32 años Wilhelm Reutter como «Stuttgarter Karosseriewerk Reutter & Co» (Stuttgart Coachworks Reutter & Co.), la compañía se hizo conocida por especializarse en  la construcción de carrocerías de vehículos de lujo, automóviles de turismo y arneses para carruajes ingleses. El joven maestro guarnicionero era innovador y de mente abierta hacia la nueva forma de movilidad. En 1912, por ejemplo, su taller produjo el patentado Reutter’s Reform Coach Body, un precursor del moderno cabriolet.

... Reutter hizo carrocerías para Daimler-Benz, Horch y muchas empresas, cuyos nombres han sido desde hace mucho tiempo olvidado. Sin embargo, no se olvida que son varios otros iconos de la industria automotriz, cuyo éxito en Reutter jugó una parte integral.

En 1935, el Profesor Ferdinand Porsche tenía los prototipos de Volkswagen (más tarde cariñosamente llamado Escarabajo) construidos en los talleres Reutter y las dos compañías también colaboraron estrechamente después de la guerra. A partir de 1949, Reutter produjo las carrocerías para el legendario Porsche 356, y por lo tanto se hizo conocido en todo el mundo. La compañía también trabajó para BMW y la oficina de correos alemán, Deutsche Post.  Las carrocerías del deportivo BMW 328 también se hizo en la fábrica Reutter, al igual que las carrocerías a medida construidos con las especificaciones de la oficina de correos.
La base de la empresa que vemos hoy en día se formó en 1963, cuando Porsche dejó de tener sus carrocerías hechas por Reutter y tomó la operación internamente. Reutter entonces cambió su nombre comercial a «RECARO», creado a partir de un juego de palabras Reutter y Carosserie. De esta forma el giro fue especializarse en la fabricación de asientos y componentes de seguridad. En 1965 se dio a conocer el primer asiento deportivo RECARO y rápidamente en los círculos del automovilismo se convirtió en una marca aclamada.
En 1969, debido a las dificultades económicas, la familia Reutter vendió la compañía a tres grupos: Keiper, Huber & Wagner y Metzeler. Casi al mismo tiempo se iniciará la preparación para la fabricación de asientos de avión. En 1983, Keiper Recaro adquiere todas las acciones y fundó Keiper Recaro GmbH & Co. en Kirchheim cerca de Esslingen am Neckar, Alemania.  En este mismo año la producción de asientos para aeronaves se desplazará por completo a Schwäbisch Hall.

## Grupo Recaro
El Recaro Holding actúa como holding del Grupo Recaro y cubre las áreas de estrategia, finanzas, recursos humanos y jurídico, así como el diseño, la marca, la comunicación y la gestión de la innovación.

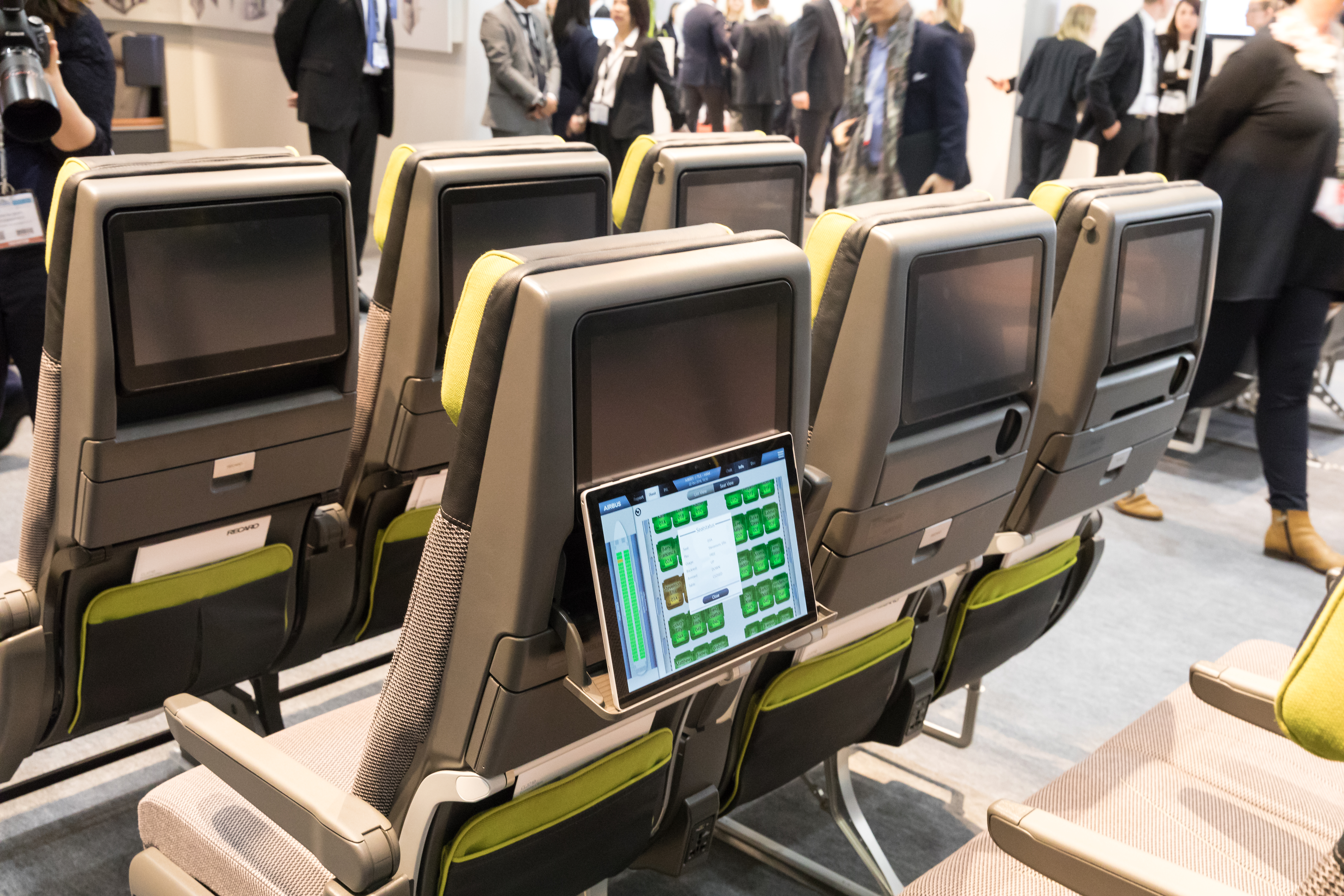
Recaro CL3710: asientos de clase económica de un avión, en una exhibición en Hamburgo en 2018
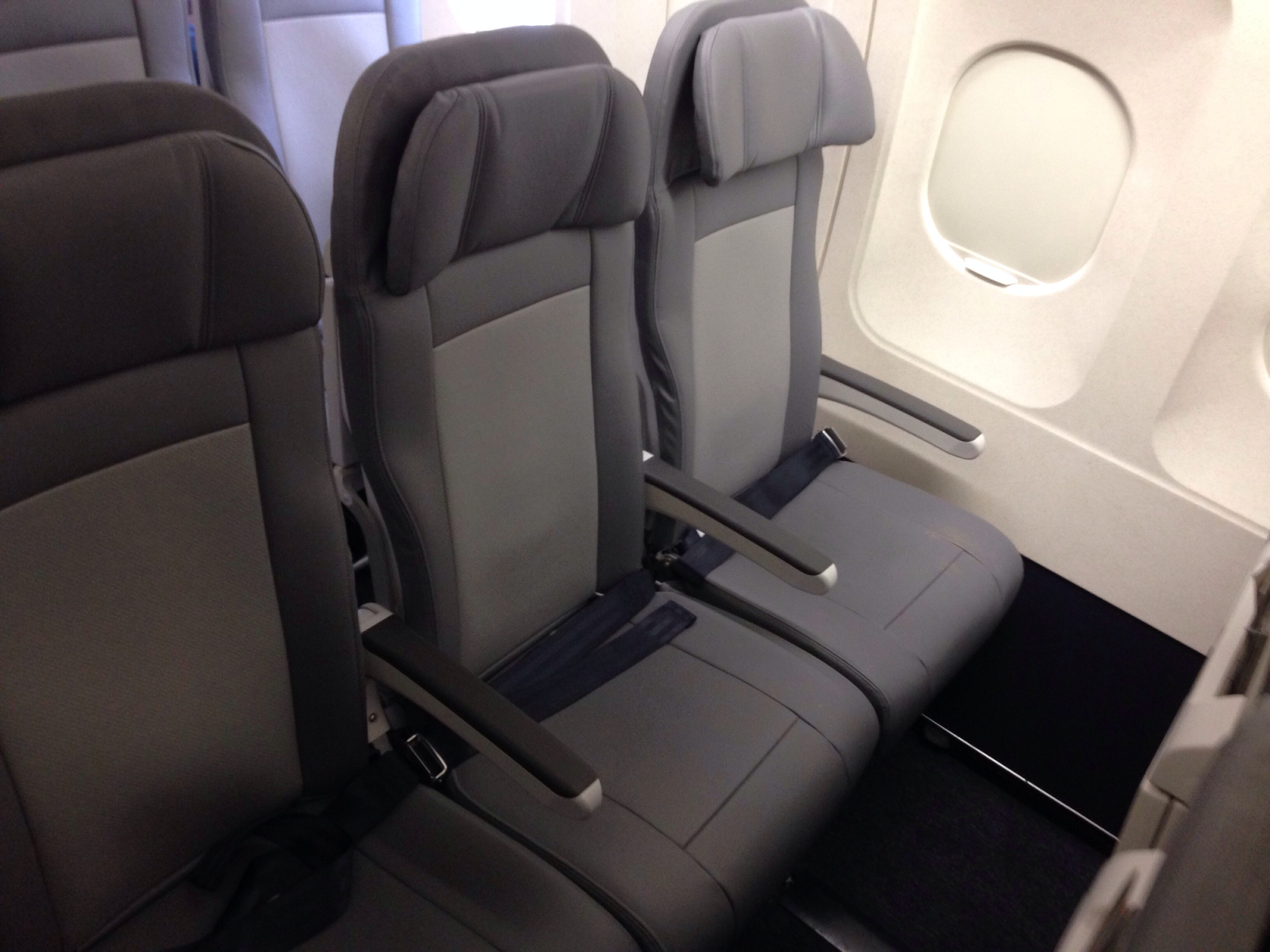
Asientos en un avión de pasajeros
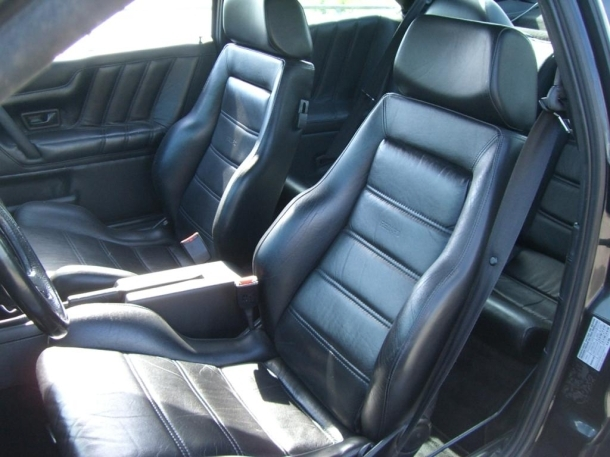
Asientos de cuero tipo baquet en un Volkswagen Corrado VR6